# NGC 1058

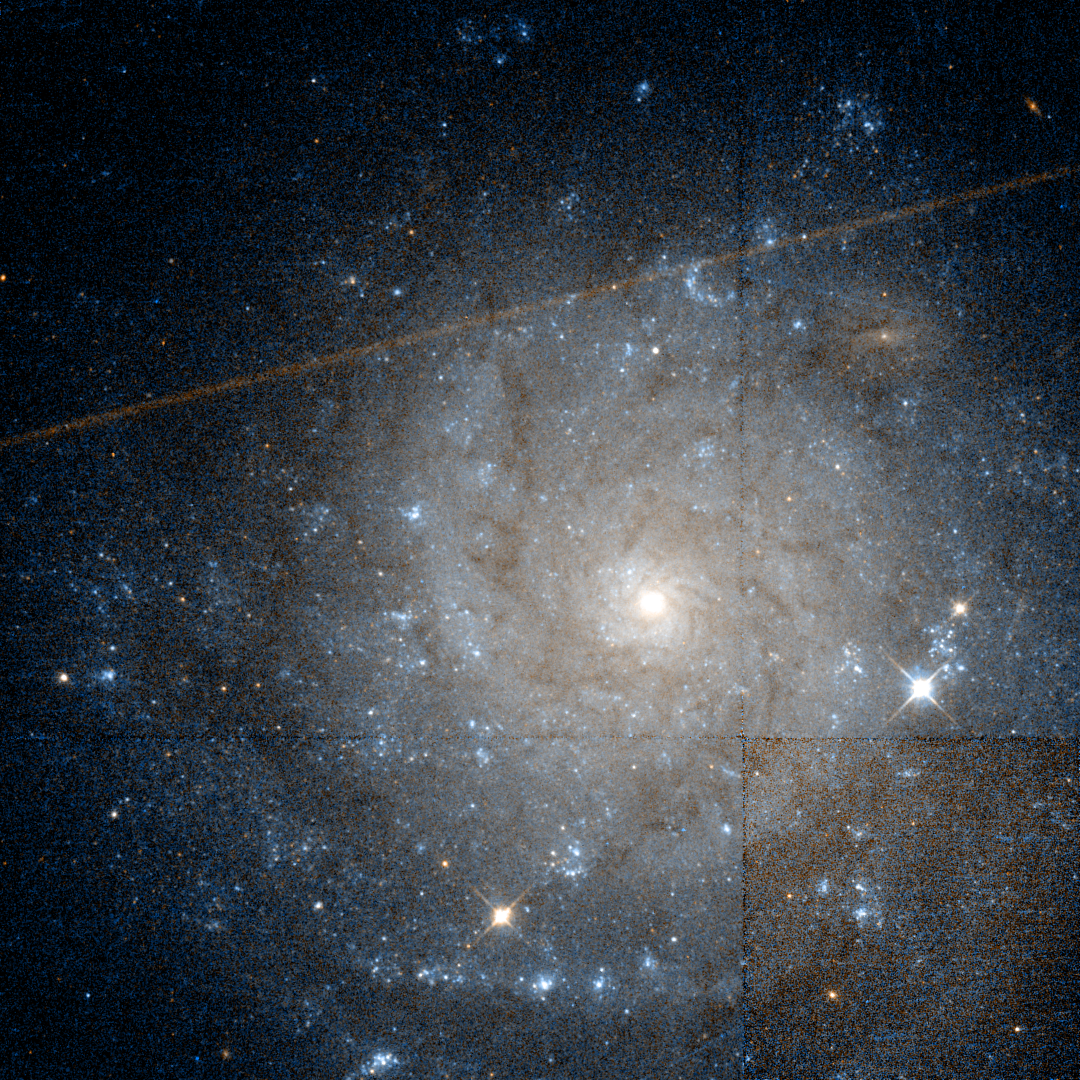
NGC 1058 par le télescope spatial Hubble.

NGC 1058 est une petite galaxie spirale relativement rapprochée et située dans la constellation de Persée. NGC 1058 a été découverte par l'astronome germano-britannique William Herschel en 1787.

## Caractéristiques
La classe de luminosité de NGC 1058 est III et elle présente une large raie HI. NGC 1058 est aussi une galaxie active de type Seyfert 2 (Sy 2).

### Distance
Sa vitesse par rapport au fond diffus cosmologique est de 316 ± 14 km/s, ce qui correspond à une distance de Hubble de 4,66 ± 0,39 Mpc (∼15,2 millions d'al).
À ce jour, une quinzaine de mesures non basées sur le décalage vers le rouge (redshift) donnent une distance de 5,197 ± 4,169 Mpc (∼17 millions d'al), ce qui est à l'intérieur des valeurs de la distance de Hubble. Cependant, étant donné la proximité de cette galaxie avec le Groupe local, cette valeur est peut-être plus près de la distance réelle de NGC 1058.

### Morphologie
Eskridge, Frogel et Pogge ont publié un article en 2002 décrivant la morphologie de 205 galaxies spirales ou lenticulaires rapprochées. Les observations ont été réalisées dans la bande H de l'infrarouge et dans la bande B (le bleu). Selon Eskridge et ses collègues, NGC 1058 est de type Sab dans la bande B et Sa dans la bande H. NGC 1058 est une galaxie que l'on voit presque de face. Elle est dotée d'un noyau central minuscule. Il y a une nette cassure en brillance de surface entre le disque intérieur et extérieur. C'est une spirale irrégulière peu lumineuse et cotonneuse. Ses bras sont étroitement enroulés. 

## Supernova
Trois supernovas ont été découvertes dans NGC 1058 : SN 1961V, SN 1969L et SN 2007gr.

### SN 1961V
Cette supernova a été découverte le 5 décembre 1961 par l'astronome suisse Paul Wild de l'université de Berne. Le phénomène observé était plutôt une étoile variable lumineuse bleue (en anglais LBV Luminous blue variable), une étoile variable hypergéante très lumineuse dont les expulsions de matière peuvent donner lieu à des observations semblables à celles d'une supernova.

### SN 1969L
Cette supernova a été découverte le 2 décembre 1969 par l'astronome italien Leonida Rosino. Cette supernova était de type II.

### SN 2007gr
Cette supernova a été découverte le 15 août 2007 par D. Madison et W. Li dans le cadre du programme LOSS (Lick Observatory Supernova Search) de l'observatoire Lick. Cette supernova était de type Ib/c.

## Groupe de NGC 1023
NGC 1058 fait partie du groupe de NGC 1023 situé dans le superamas de la Vierge qui est aussi appelé Superamas local. Ce groupe comprend entre autres les galaxies NGC 891, NGC 925, NGC 949, NGC 959, NGC 1003, NGC 1023 et IC 239.